# Черновский, Алексей Алексеевич
Алексей Алексеевич Черновский (15 марта 1904, Самара — 11 февраля 1942, Ленинград) — советский гидробиолог и энтомолог, специалист по экологии бентоса и систематике хирономид.

## Биография
Родился в Самаре 15 марта 1904 года в семье земского статистика. В 1921 году зачислен на биологическое отделение Туркестанского Государственного университета, а в 1922 году перевёлся на биологическое отделение Петроградского университета. В годы обучения активно участвовал в экспедициях на побережье Белого моря, проводил учёт бентоса в Невской губе Финского залива. Работал гидробиологом на Севастопольской биологической станции и Бухарском тропическом институте. В 1928 году начал работать научным сотрудником на Бородинской биологической станции на Кончезере в Карелии. С 1931 по 1936 годы занимал должность старшего научного сотрудника Токсовской станции Государственного Гидрологического института. В 1937, после закрытия Токсовской станции, перевёлся на Беломорскую станцию Государственного Гидрологического института. С февраля 1938 года до конца жизни работал старшим научным сотрудником Зоологического института в Ленинграде. После начала Великой Отечественной войны оставался в блокадном Ленинграде, умер от голода 11 февраля 1942 года.

## Научные достижения
Черновский известен как один из первых отечественный специалист по биологии и систематике двукрылых семейства Chironomidae. До Черновского личинок хирономид изучали гидробиологи, а имаго — энтомологи. Было описано множество форм по имего не были известны личники и наоборот для видов описанных по личинкам не известны взрослые формы. Как показали последующие исследования «за одном морфологическим типом личинки скрывается до десятка различных видов комаров». Поэтому Черновский настаивал изучении всех стадий жизненного цикла и описания морффологических признаков личинок, куколок и имаго. Незадолго до смерти в 1942 году Черновский написал первый отечественный определитель Chironomidae, включавший комплексное описание 250 видов. Определитель был издан в 1949 году уже после смерти автора. 
Им предложено разделение палеарктических представителей семейства Chironomidae на семь подсемейств: Chironominae, Podonominae, Pelopiinae, Diamesinae, Orthocladinae, Corynoneurinae и Clunioninae. Последние два подсемейства, по современной систематике, включены в Orthocladinae. Разрабатывал новые методики изучения продуктивности бентоса озёрных экосистем, проводил исследования вертикального распределения беспозвоночных в толще грунта. В коллекции Зоологического института хранятся более 950 препаратов хирономид, смонтированных Черновским, в том числе типовые экземпляры 52 валидных видов, описанных им как новые для науки.

## Таксоны, названные в честь Черновского
Память о Черновском увековечена в названии рода и одного вида комаров-звонцов Chernovskiia Saether, 1977 и Orthocladiinae tschernovskyi Konstantinov, 1952

## Публикации
Авторству Алексея Черновского принадлежит 12 публикаций:
- Черновский А. А. Бухарский институт тропической медицины // Человек и природа : Сборник. — 1925. — Т. 10, № 26. — С. 61—74.
- Черновский А. А. К вопросу о продуктивности озёр Карелии. Тямбозеро // Известия государственного гидрологического института : Журнал. — 1931. — С. 54—57.
- Черновский А. А. Инструкция по количественному исследованию донной фауны пресноводных стоячих водоёмов // Инструкция по биологическому исследованию вод. — Ленинград, 1931. — Т. Ч. II, раздел А, вып. 1—4. — С. 99—118.
- Черновский А. А. К экологии личинки Parachironomus // Исследования озёр СССР : Сборник. — 1932. — № 1. — С. 76—79.
- Tschernowski A. A. Über einen Fund von Süßwassermedusen in den Wasserbehälter der Stadt Alt-Buchara (нем.) // Zoologischer Anzeiger : Журнал. — 1933. — Bd. 103, Nr. 7/8. — S. 205—209. — ISSN 0044-5231.
- Черновский А. А. Население дна озёр и их продуктивность // Озёра Карелии. — Ленинград: Издательство Бородинской биологической станции, 1933. — С. 67—83.
- Черновский А. А. Методы исследования бентоса озёр Балтийского бассейна // Доклады IV гидрологической конференции Балтийских стран : Сборник. — 1933. — № 47. — С. 1—4.
- Черновский А. А. Личинки Chironomidae горных водоёмов Байкальского хребта // Труды Байкальской лимнологической станции. — 1937. — Т. 7. — С. 87—96.
- Черновский А. А. Вертикальное распределение животный в толще ила некоторых озёр в окрестностей Ленинграда // Зоологический журнал : Журнал. — 1938. — Т. 17, № 6. — С. 1030—1054. — ISSN 0044-5134.
- Круглова В. М., Черновский А. А. Новый представитель сем. Tendipedidae (Chironomidae) из Сибири Anatopynia sibirica nova sp. // Заметки по фауне Сибири. — Томск: Издательство Томского университета, 1940. — Т. 2. — С. 1—8.
- Черновский А. А. Halliella taurica Tshernovskij, sp. n. — массовый вид Tendipedidae (Diptera) в соляных озёрах Крыма // Энтомологическое обозрение. — 1949. — Т. 30, № 3—4. — С. 250—255. — ISSN 0367-1445.
- Черновский А. А. Определитель личинок комаров семейства Tendipedidae / редактор издания А. А. Штакельберг. — Москва-Ленинград: Издательство Академии наук СССР, 1949. — Т. 31. — 186 с. — (Определители по фауне СССР, издаваемые Зоологическим институтом Академии наук СССР). — 2000 экз.